# ود العباس
ود العباس یک منطقهٔ مسکونی در سودان است که در سنار (ایالت سودان) واقع شده‌است.